# Hervormde kerk (Uitgeest)
De Protestantse kerk is een kerk gelegen aan de Castricummerweg 2 in het Noord-Hollandse Uitgeest. De kerk heeft een 14e-eeuwse toren waarvan de gemetselde spits in 1726 is vernieuwd. Zowel de toren als de kerk zijn sinds 1967 als rijksmonument ingeschreven in het monumentenregister. Het schip stamt uit de 15e eeuw en bevat resten van een ouder dwarspand. De vloer van de kerk bevat een aantal zerken.
De kerk onderging in 1926 en 1979 een restauratie. In 2010 zijn de kerkmuren aan de binnenzijde opnieuw geschilderd.

## Inventaris
Het orgel met hoofdwerk en bovenwerk en voorzien van mechanische sleepladen is in 1869 gemaakt door P. Flaes. Het instrument werd hierna driemaal door Flentrop gerestaureerd (1916/1928, 1959/1962, 1981).
Verder bevinden zich in de kerk een:
- preekstoel en doophek (laatste kwart 17e eeuw)
- wijzerplaat (1619)
- eikenhouten klokkenstoel (1650) van François en Pieter Hemony
- Mechanisch smeedijzeren torenuurwerk (1869) van A. Batstra

## Foto's

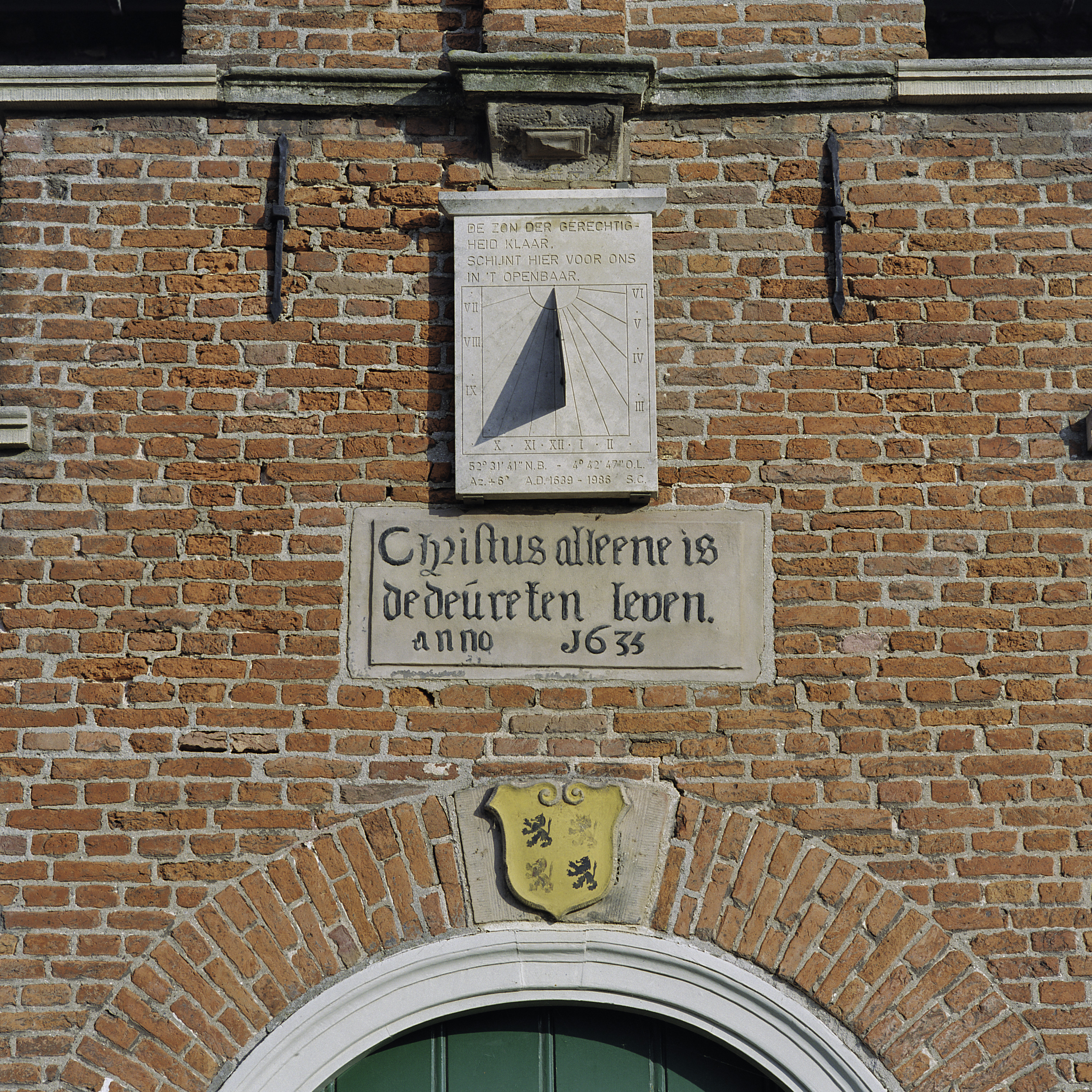
Zonnewijzer en gevelsteen (1635)
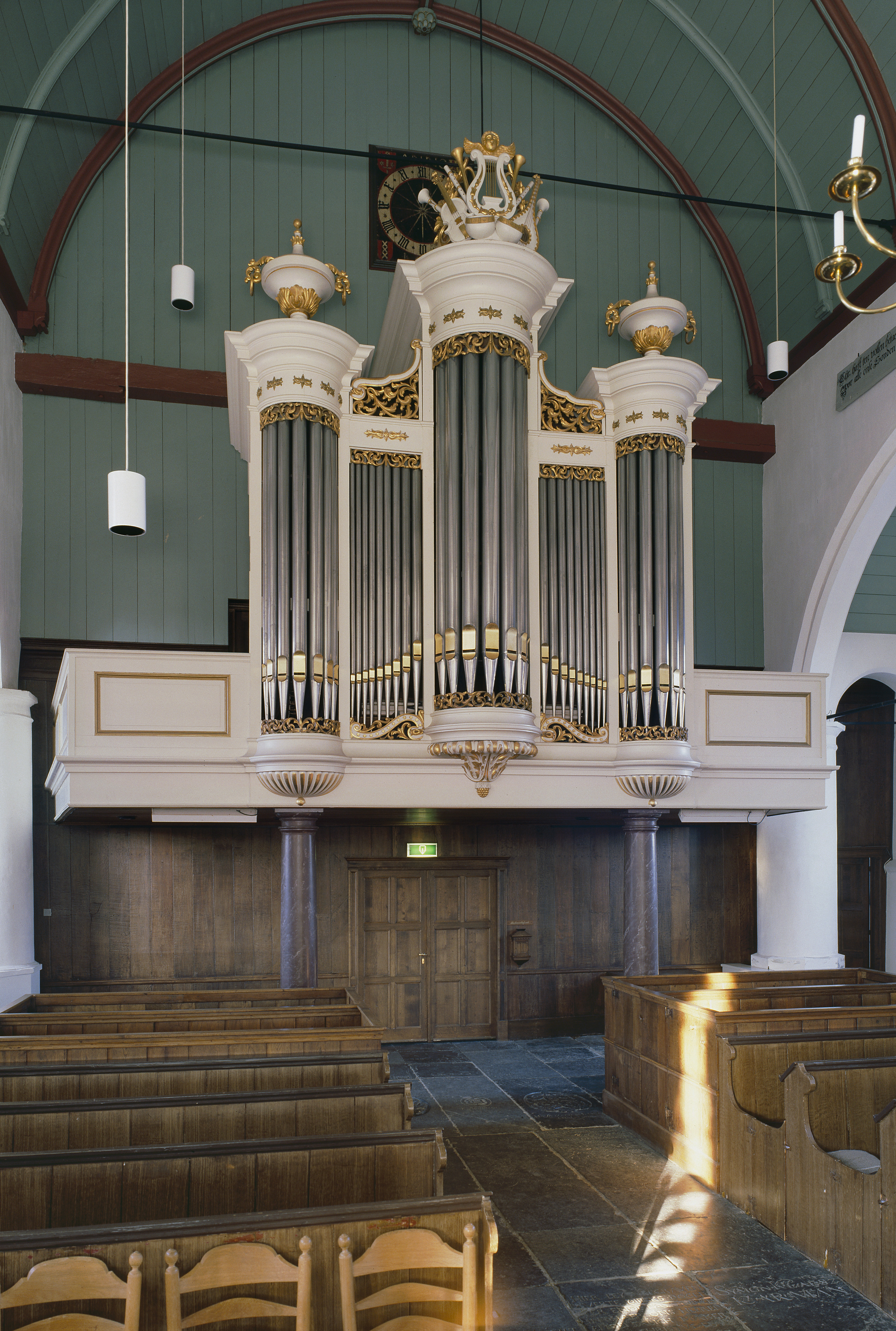
Orgel
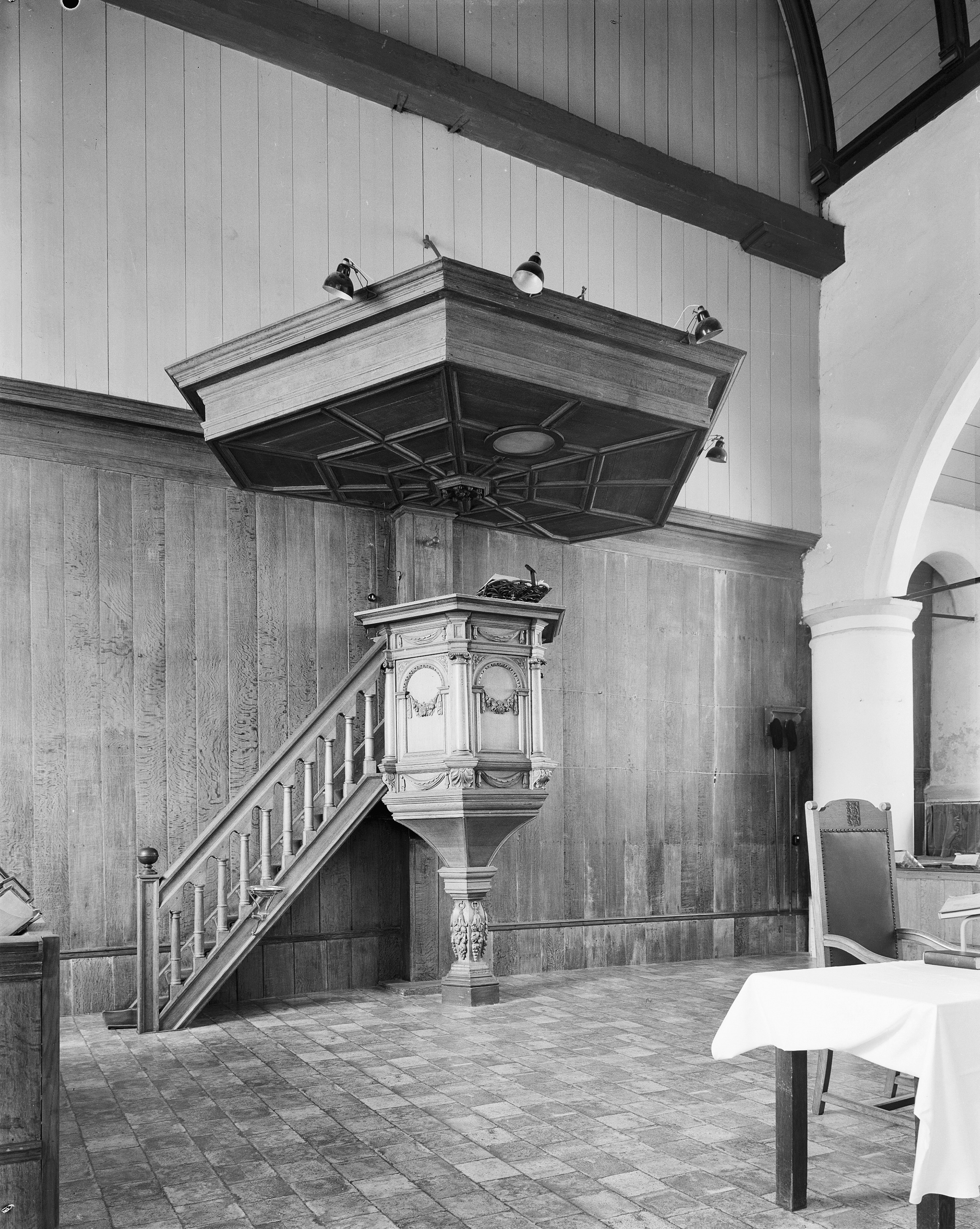
Preekstoel
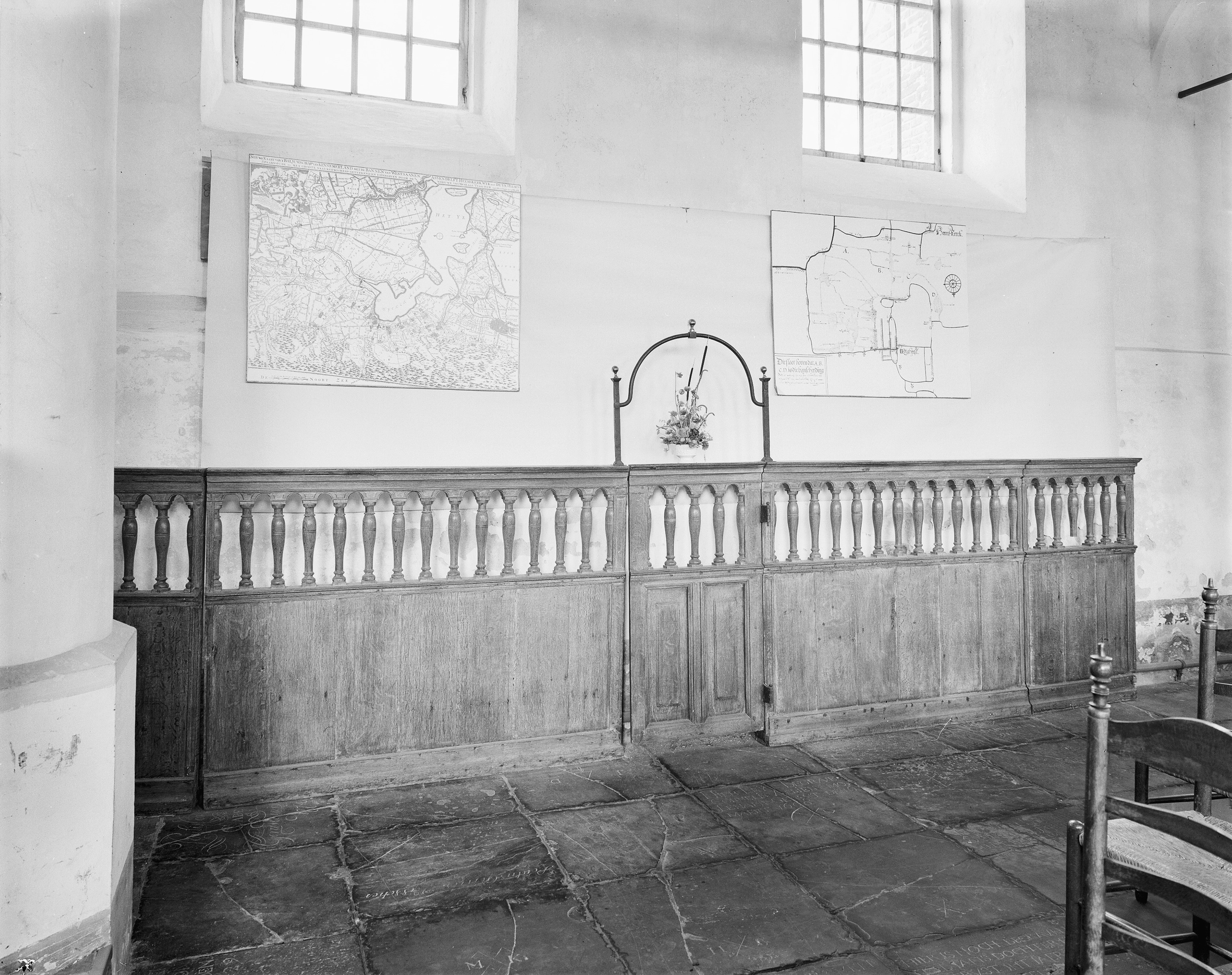
Doophek en doopboog
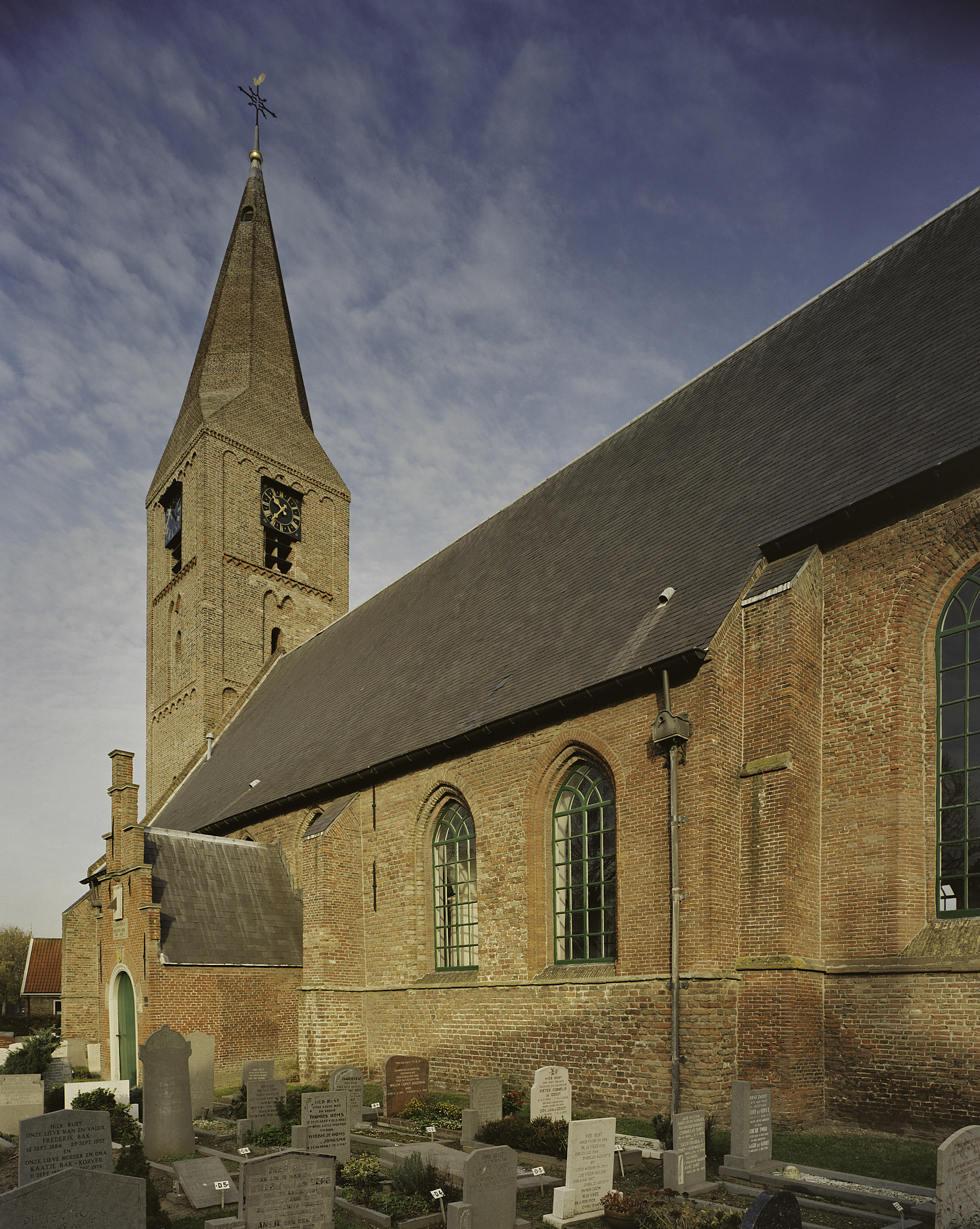
Toren, zuidgevel en kerkhof